# 九江公主
九江公主（?—?），姓李。中国唐朝唐高祖李渊第八女，生母不明，生卒年不详。李渊封她为九江公主。她嫁给了驸马执失思力，执失思力本来是突厥的将军，突厥灭亡后，他成了唐的将领。